# Break It Up
Break It Up è il quarto singolo estratto dall'album 4 dei Foreigner nel 1982.
La canzone presenta un sound maggiormente melodico, mischiato con gli elementi hard rock tradizionali del gruppo. È stata scritta da Mick Jones ed ha raggiunto il 26º posto della Billboard Hot 100 negli Stati Uniti, dove l'album 4 era già arrivato al numero uno nella classifica degli album, venendo alla fine certificato sei volte disco di platino.
Il cantante metal norvegese Jørn Lande ha realizzato una cover della canzone per il suo primo album da solista, Starfire nel 2000.

## Tracce
7" Single Atlantic 4044
1. Break It Up – 4:13
2. Head Games (Live) – 6:55